# Гамаши
Гама̀шите са дрехи, носени върху обувката и долния крачол на панталона и използвани предимно като лични предпазни средства. Първоначално гамашите са били изработени от кожа или плат. Днес гамашите за ходене обикновено са изработени от пластифициран синтетичен плат като полиестер. Гамашите за езда продължават да се изработват от кожа.